# مومن آباد (مقاطعة دلفان)
مومن‌آباد (بالفارسية: مومن‌آباد) هي قرية تقع في قسم كاكاوند الشرقي الريفي (مقاطعة دلفان) في إيران. يقدر عدد سكانها بـ 78 نسمة .